# Brennivín
Il Brennivín (pronuncia /ˈprɛnːɪviːn/) è un'aquavit chiara e non addolcita, considerata tra i più noti distillati dell'Islanda. Viene consumato con un cicchetto durante le occasioni speciali, tra cui la tradizionale festa di metà inverno del Þorrablót. 
Viene distillato da cereali o purea di patate fermentate ed aromatizzato con il cumino ed è per questa ragione che il Brennivín può essere considerato un'aquavit.
La macerazione di erbe in alcool per creare l'aquavit è un'antica tradizione popolare nei paesi nordici: il Brennivin ha un sapore simile alla vodka o all'akvavit scandinava.
Generalmente viene imbottigliata con una gradazione alcolica compresa tra i 37,5% e 40%.

## Etimologia

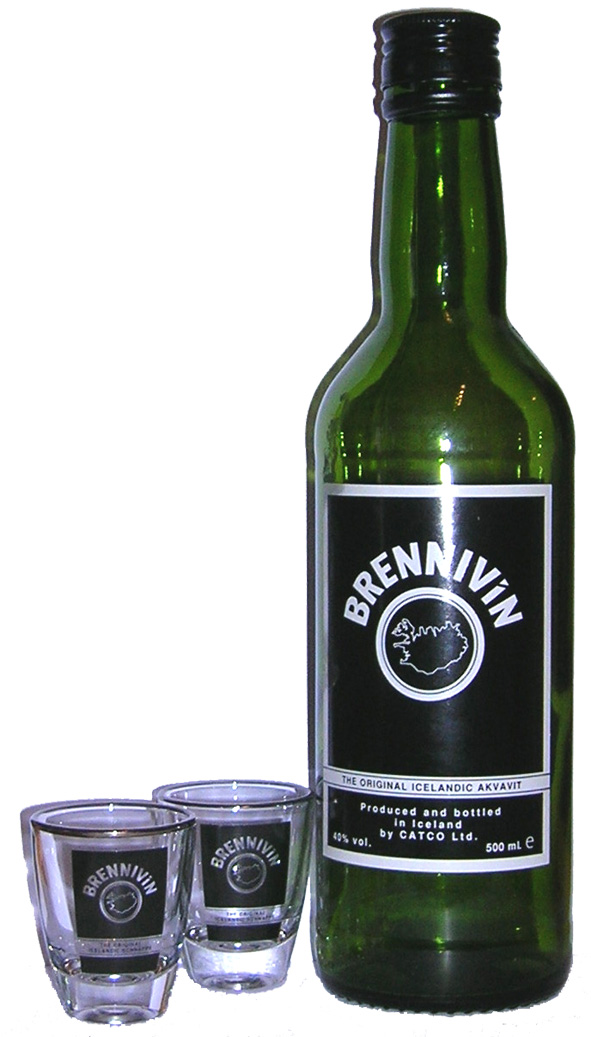
Brennivín

La parola islandese brennivín significa "vino bruciato".
La produzione del distillato iniziò nel 1935, al termine del proibizionismo in Islanda. L'etichetta della bottiglia era di colore nero con un teschio bianco, al fine di mettere in guardia contro l'eccessivo consumo; in seguito, il teschio venne sostituito dalla mappa delle coste islandesi. Per via dell'etichetta, il Brennivín viene talvolta chiamato svarti dauði (morte nera).

## Consumo
Il Brennivín viene servito freddo e in un cicchetto, che tradizionalmente accompagna la tipica specialità islandese chiamata hákarl, che consiste in pezzetto di carne fermentata di squalo.